# Gigny, Yonne
Gigny là một xã của Pháp,tọa lạc ở tỉnh Yonne trong vùng Bourgogne. 
Dân Gigny trong tiếng Pháp gọi là "Ganniais".
Gigny nằm giữa Tonnerre và Châtillon-sur-Seine

## Hành chính
| Danh sách các thị trưởng               |           |                       |      |         |
| Giai đoạn                              | Giai đoạn | Tên                   | Đảng | Tư cách |
| mars 2008                              |           | Mme Brigitte Delmotte |      |         |
| Tất cả các dữ liệu trước đây không rõ. |           |                       |      |         |

## Biến động dân số

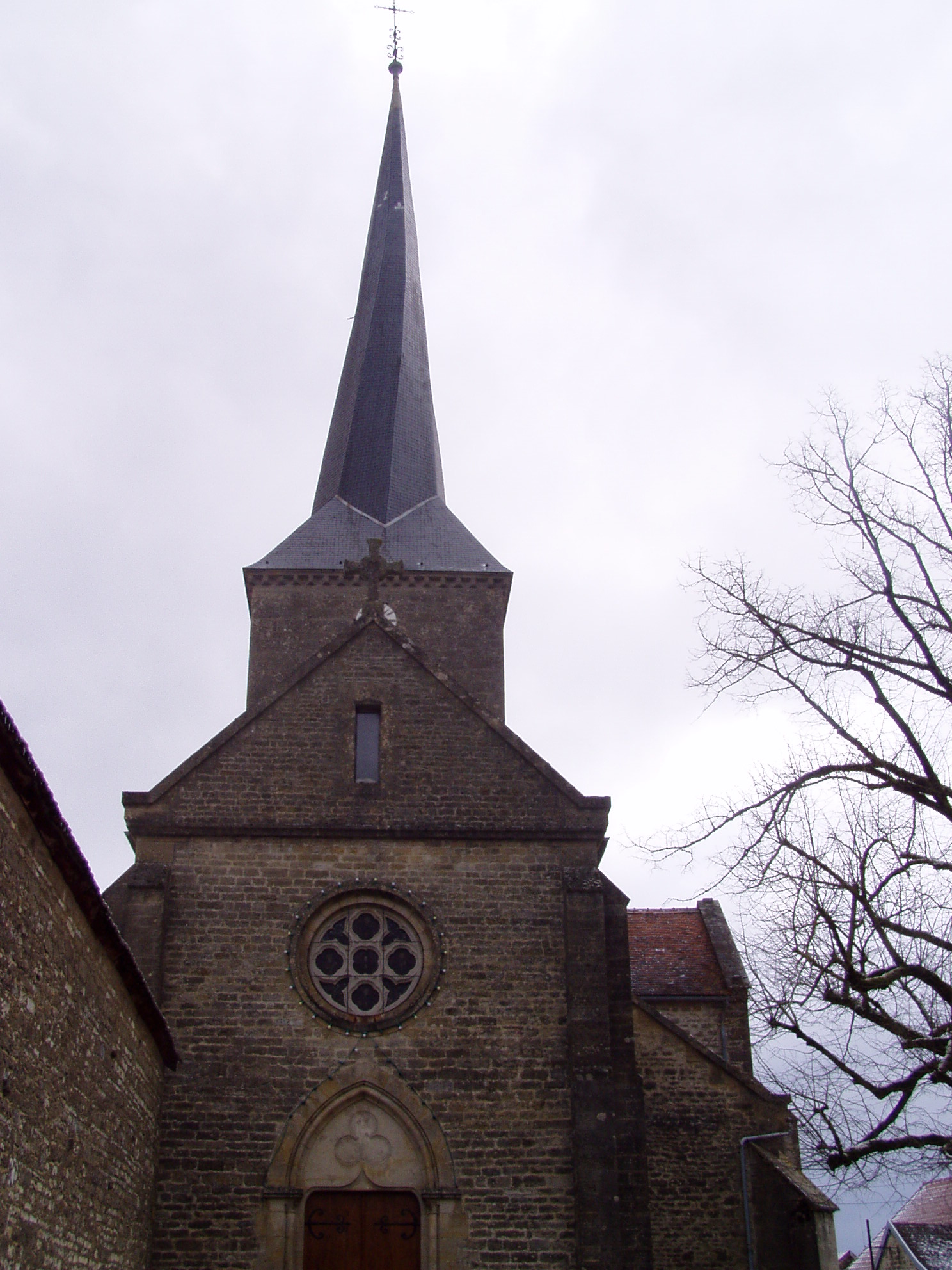
Nhà thờ Saint-Léger

| Năm | 1962 | 1968 | 1975 | 1982 | 1990 | 1999 |
| --- | ---- | ---- | ---- | ---- | ---- | ---- |
| Dân số | 149  | 166  | 148  | 113  | 102  | 91   |
| From the year 1962 on: No double counting—residents of multiple communes (e.g. students and military personnel) are counted only once. |      |      |      |      |      |      |